# Mongolernes invasion af Centralasien
Mongolernes invasion af Centralasien, hvor store dele af området blev erobret, fandt sted i årene fra 1219 til 1225. Den var den første af mongolernes tre store erobringstogter vestpå.
Invasionens hovedformål var invasionen af Khwarezmia, som hævn for Otrarkatastrofen, hvor shah Ala ad-Din Muhammed II havde henrettet mongolske handelsfolk og gesandter. Herefter fulgte flere massakrer med formentlig flere millioner henrettelser, hvorefter Khwarezmidernes imperium var faldet sammen. Store dele af det centrale Asien, inklusive Usbekistan, Turkmenistan og Iran blev erobret af mongolerne.